# Biïsk
Biïsk ou Biisk (en russe : Бийск ; en anglais : Biysk) est une ville du raïon de Biïsk dans le kraï de l'Altaï, en Russie. Sa population s'élevait à 180 851 habitants en 2024. La ville possède son propre musée, le musée des traditions locales de Biïsk.

## Géographie
Biïsk est située au sud-ouest de la Sibérie, sur la rivière Biia qui lui a donné son nom, à 133 km au sud-est de Barnaoul et à 3 061 km à l'est de Moscou.

## Histoire
La ville a été fondée en 1709 comme une forteresse sur ordre du tsar Pierre le Grand. Mais elle fut incendiée un an plus tard par une tribu nomade locale et reconstruite en 1718. Biisk perdit progressivement sa fonction militaire et devint un important centre de commerce, qui reçut le statut de ville en 1782.
Le 17 décembre 1917, un soviet fut formé dans la ville, ensuite elle fut prise par les forces de l'amiral Koltchak, le 9 juin 1918, jusqu'à l'entrée de l'Armée rouge, le 9 décembre 1919.
Pendant la Seconde Guerre mondiale, 26 456 habitants partirent pour le front, dont 9 772 moururent. La plupart des usines fut évacuée, tandis que 23 hôpitaux soignaient les blessés.
Biïsk est devenue en 2006, sur décision du gouvernement russe, une cité scientifique. Les principaux domaines de recherche sont les équipements spécialisés pour l'armée, les fusées, les nouveaux matériaux, les technologies chimiques et les polymères, la synthèse des médicaments et les économies d'énergie. Ce statut est attribué pour cinq ans.

## Population
Recensements (*) ou estimations de la population
| 1856  | 1897*  | 1914   | 1926*  | 1939*  |
| ----- | ------ | ------ | ------ | ------ |
| 3 100 | 17 213 | 27 000 | 47 791 | 80 339 |

| 1959*   | 1970*   | 1979*   | 1989*   | 2002*   |
| ------- | ------- | ------- | ------- | ------- |
| 146 416 | 186 344 | 211 567 | 233 238 | 218 562 |

| 2006    | 2010*   | 2012    | 2013    | 2014    |
| ------- | ------- | ------- | ------- | ------- |
| 225 350 | 210 155 | 207 409 | 205 250 | 204 041 |

## Économie
L'industrie de Biisk connut une croissance rapide, surtout après l'évacuation de certaines usines de la partie occidentale de l'Union soviétique durant la Seconde Guerre mondiale. La ville devint un centre important de développement et de production d'armements et demeure un centre industriel.